# 富島暢夫

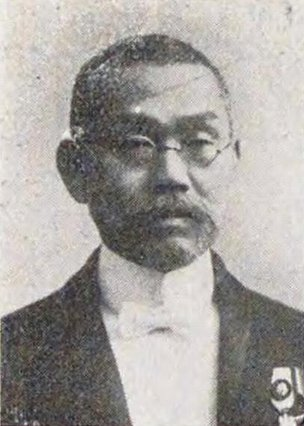
富島暢夫

富島 暢夫（とみしま のぶお、文久2年11月3日（1862年12月23日） - 昭和20年（1945年）8月6日）は、日本の衆議院議員。弁護士。裁判官。

## 経歴
安芸国安芸郡荘山田村（現在の広島県呉市）出身。1890年（明治23年）、東京帝国大学法科大学英法科を卒業した。判事となり、大阪始審裁判所、松江地方裁判所、横浜地方裁判所を歴任した。1894年（明治27年）、官を辞し弁護士を開業し、後に広島弁護士会長を務めた。また広島市会議員、同議長に選出された。
1902年（明治35年）、第7回衆議院議員総選挙に出馬し、当選。第8回・第9回・第10回・第13回と再選された。